# Iwanowski (herb szlachecki)
Iwanowski – polski herb szlachecki, odmiana herbu Rogala.

## Opis herbu
IWANOWSKI cz. Rogala odm. – W polu czerwonem – róg jeleni srebrny i takiż łosi prosto barkami do siebie. Nad hełmem w koronie trzy pióra strusie.

## Najwcześniejsze wzmianki
Dunin-Borkowski wspomina o Iwanowskich herbu Rogala odm. w powiecie oszmiańskim na Litwie (1700 rok).

## Herbowni
Jedna rodzina herbownych (herb własny):
- Iwanowski